# Neodon sikimensis
Neodon sikimensis là một loài động vật có vú trong họ Cricetidae, bộ Gặm nhấm. Loài này được Horsfield mô tả năm 1841.